# Easy Lover
Easy Lover ist ein Popsong von Philip Bailey und Phil Collins aus dem Jahr 1984, der von Bailey, Collins und Nathan East geschrieben wurde. Das Stück erreichte in vielen Ländern die Top Ten der Charts.

## Hintergrund
Das Lied erschien auf Baileys Soloalbum Chinese Wall, das von Collins produziert wurde. Collins spielte zudem das Schlagzeug auf dem Album. Der Kontakt mit Bailey kam über die Bläser seiner Band Earth, Wind and Fire zustande; Collins hatte seit 1981 mehrfach mit diesen zusammengearbeitet.
Nachdem die Studioarbeiten für Chinese Wall zunächst beendet waren, kamen Collins und Bassist East überein, dass darauf noch ein Lied mit Hit-Potenzial fehlte, das man hätte als Single veröffentlichen können. Als sie gerade eine Melodie am Klavier spielten, stieß Bailey hinzu und sang zu dieser Choosy Lover. Auf Basis der Melodie wurde der Text zu Easy Lover verfasst und eine Rohversion des Titels aufgezeichnet. Am Folgetag kam man überein, dass diese Fassung unverändert bleiben sollte und nahm diese schließlich für das Album auf.
Collins selbst veröffentlichte 1990 eine Liveversion auf seinem Album Serious Hits… Live! Die mit Bailey eingesungene Studioversion war hingegen erst 1998 auf einem seiner Alben, der Kompilation … Hits, enthalten. Auf die Frage „Was würden Sie als künstlerische Großtat verbuchen?“ antwortete Collins 2015: „Easy Lover. Wenn Sie diese Platte heute auflegen, klingt sie noch immer gut. Sie altert nicht.“

## Inhalt und Video
Im Gegensatz zu vielen anderen Titeln von Phil Collins aus der ersten Hälfte der 1980er Jahre (beispielsweise In the Air Tonight) wurde bei Easy Lover auf einen inhaltlichen Tiefgang verzichtet und das Lied bewusst einfach gehalten. Der Text handelt von einer einnehmenden Frau, die Männern reihenweise den Kopf verdreht, sich aber auf keinen wirklich einlässt.
Das Musikvideo wurde in London gedreht. Darin fliegt Bailey mit einem Hubschrauber zu einem Fernsehstudio, in dem Collins sich gerade aufhält, und übt mit ihm die Aufführung des Liedes.

## Preise
Bei den MTV Video Music Awards 1985 gewann Easy Lover den Preis für die Beste Gesamtdarbietung in einem Video. Außerdem erhielt der Titel eine Grammy-Nominierung in der Kategorie Beste Darbietung eines Duos oder einer Gruppe mit Gesang.

## Kommerzieller Erfolg

### Chartplatzierungen
Easy Lover kam in vielen Ländern in die Top Ten, in Großbritannien belegte es für vier Wochen Platz 1 der Single-Charts. In den US-Charts erreichte das Lied Platz 2; für über eine Million verkaufte Exemplare wurde Gold vergeben.
| ChartsChartplatzierungen       | Höchstplatzierung | Wochen |
| ------------------------------ | ----------------- | ------ |
| Deutschland (GfK)              | 5 (17 Wo.)        | 17     |
| Österreich (Ö3)                | 21 (10 Wo.)       | 10     |
| Schweiz (IFPI)                 | 8 (11 Wo.)        | 11     |
| Vereinigte Staaten (Billboard) | 2 (23 Wo.)        | 23     |
| Vereinigtes Königreich (OCC)   | 1 (13 Wo.)        | 13     |

| ChartsJahrescharts (1985)      | Platzierung |
| ------------------------------ | ----------- |
| Deutschland (GfK)              | 41          |
| Vereinigte Staaten (Billboard) | 12          |
| Vereinigtes Königreich (OCC)   | 12          |

### Auszeichnungen für Musikverkäufe
| Land/Region                  | Auszeichnungen für Musikverkäufe (Land/Region, Auszeichnung, Verkäufe) | Verkäufe  |
| ---------------------------- | ---------------------------------------------------------------------- | --------- |
| Kanada (MC)                  | Platin                                                                 | 100.000   |
| Neuseeland (RMNZ)            | Platin                                                                 | 30.000    |
| Spanien (Promusicae)         | Gold                                                                   | 30.000    |
| Vereinigte Staaten (RIAA)    | Gold                                                                   | 1.000.000 |
| Vereinigtes Königreich (BPI) | Platin                                                                 | 600.000   |
| Insgesamt                    | 2× Gold · 3× Platin ·                                                  | 1.760.000 |

Hauptartikel: Phil Collins/Auszeichnungen für Musikverkäufe

## Trivia
- Easy Lover war das musikalische Thema der ersten WrestleMania-Ausgabe am 31. März 1985.
- Der Titel Silent Pursuit aus dem Videospiel Double Dragon II: The Revenge beruht auf einer Instrumentalversion von Easy Lover.[11]
- Das Lied wurde 2006 in der Fernsehwerbung für das Videospiel Grand Theft Auto: Vice City Stories genutzt. Im Spiel selbst ist der Titel bei der Radiostation Flash FM zu hören.
- 1994 verwendete der britische Komiker Chris Morris ein Sample für seinen Titel Uzi Lover, eine Parodie auf Gangsta-Rap.
- Cheryl Clemons coverte das Lied im Jahr 2001.
- 2012 wurde das Lied von Criminal Vibes im Deep-House-Stil aufgenommen. Es wurde auf dem House-Sampler Kontor House Of House Vol. 16 veröffentlicht.